# Viktor Lövgren
Viktor Lövgren (* 9. Juni 1990 in Sundsvall) ist ein schwedischer Fußballspieler.

## Karriere
Viktor Lövgren erlernte das Fußballspielen in der Jugendmannschaft von IFK Sundsvall in seiner Geburtsstadt Sundsvall. Hier unterschrieb er 2007 auch seinen ersten Vertrag. Der Verein spielte 2007 in der vierten Liga (Norrland). Nach einem elften Platz stieg der Verein in die fünfte Liga (Mellersta Norrland) ab. 2009 wurde er mit dem Club Vizemeister und stieg somit wieder in die vierte Liga auf. Im Januar 2010 verließ er Sundsvall und schloss sich dem Viertligisten Gamla Upsala SK aus Uppsala an. Nach einem Jahr wechselte er 2011 zu IK Sirius, einem Drittligisten, der ebenfalls in Uppsala beheimatet ist. 2013 wurde er mit dem Club Meister der Dritten Liga, der Division 1, und stieg somit in die zweite Liga auf. 2015 ging er nach Täby kyrkby, wo er einen Vertrag beim Ligakonkurrenten IK Frej unterschrieb. 2016 verließ er Schweden. In Norwegen unterschrieb er einen Vertrag bei Arendal Fotball, einem Verein aus Arendal. Der Club spielte in der dritten Liga, der PostNord-Ligaen. Nach dem Abstieg des Clubs in die vierte Liga zum Ende der Saison 2017 verließ er den Club. Lövgren beschloss, etwas völlig anderes im Leben auszuprobieren. Nach seinem Ingenieurstudium bekam er durch Kontakte die Gelegenheit, nach Bangkok zu ziehen, um bei einem Unternehmen, das Surfprodukte verkaufte, in der IT zu arbeiten. Fußball spielte er jetzt nur noch in seiner Freizeit bei den Bangkok Vikings, einem Freizeitclub aus Bangkok, der hauptsächlich aus Skandinaviern besteht. Anfang 2020 bekam er die Chance, wieder im Profifußball zu spielen. Der Zweitligist MOF Customs United FC aus Bangkok suchte nach einem Verteidiger. Lövgren, der die letzten zwei Jahre nicht professionell gespielt hatte, überzeugte im Training, sodass er einen Vertrag als Profifußballer unterschrieb. 2020 stand er für die Customs 15-mal in der zweiten Liga auf dem Spielfeld. Ende 2020 wurde sein Vertrag nicht verlängert.
Seit dem 1. Januar 2021 ist Lövgren vertrags- und vereinslos.

## Erfolge
IK Sirius
- Division 1: 2013